# عمر فليتاس
عمر فليتاس (بالإسبانية: Omar Fleitas Castellano)‏ هو لاعب كرة قدم إسباني في مركز الوسط، ولد في 6 ديسمبر 1991. لعب مع نادي فوينلابرادا ونادي فيسينداريو ونادي لاس بالماس.

## وصلات خارجية
- عمر فليتاس على موقع قاعدة بيانات كرة القدم.إي يو (الإنجليزية)
- عمر فليتاس على موقع Soccerway.com (الإنجليزية)